# Berlin-Rahnsdorf
Berlin-Rahnsdorf [ˈʀaːnsˌdɔʁf]  est un quartier dans l'arrondissement de Treptow-Köpenick du sud-est de Berlin, capitale de l'Allemagne. 
Rattachée au Grand Berlin le 1er octobre 1920, l'ancienne commune indépendante faisait partie du district de Köpenick jusqu'à la réforme administrative de 2001.

## Géographie

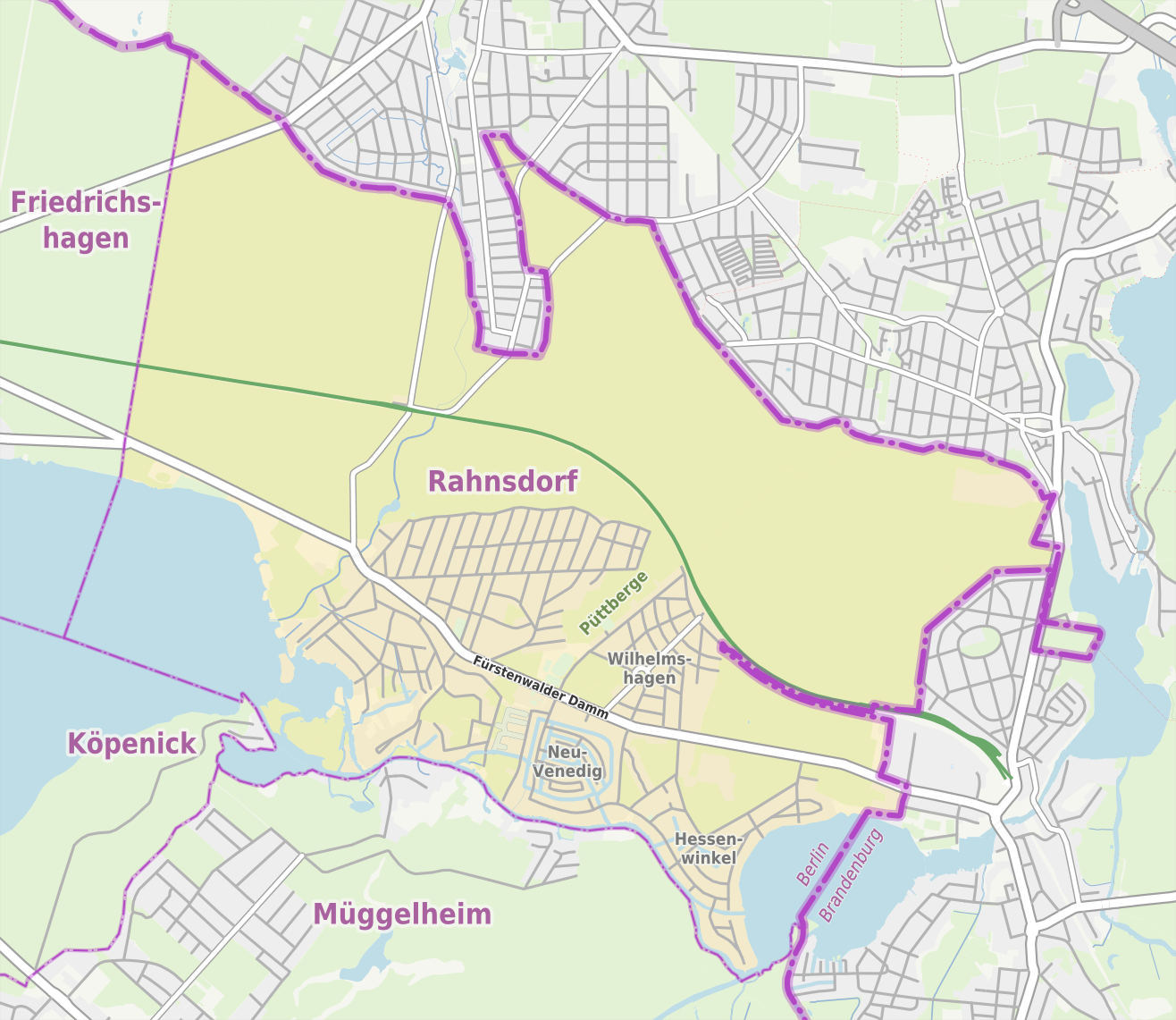
Carte de Rahnsdorf et des quartiers limitrophes.

Le quartier se trouve dans la vallée proglaciaire de Varsovie-Berlin, à l'embouchure la rivière Sprée dans le  lac Müggelsee. Il confine au quartier de Friedrichshagen à l'ouest et à Köpenick au sud-ouest. Au sud, il confine au quartier de Müggelheim. Au nord et à l'est, la frontière de la cité de Berlin le sépare du Land de Brandebourg. 
La ligne ferroviaire de Berlin à Wrocław traverse le quartier. La gare de Berlin-Rahnsdorf est le terminus du tramway de Woltersdorf.

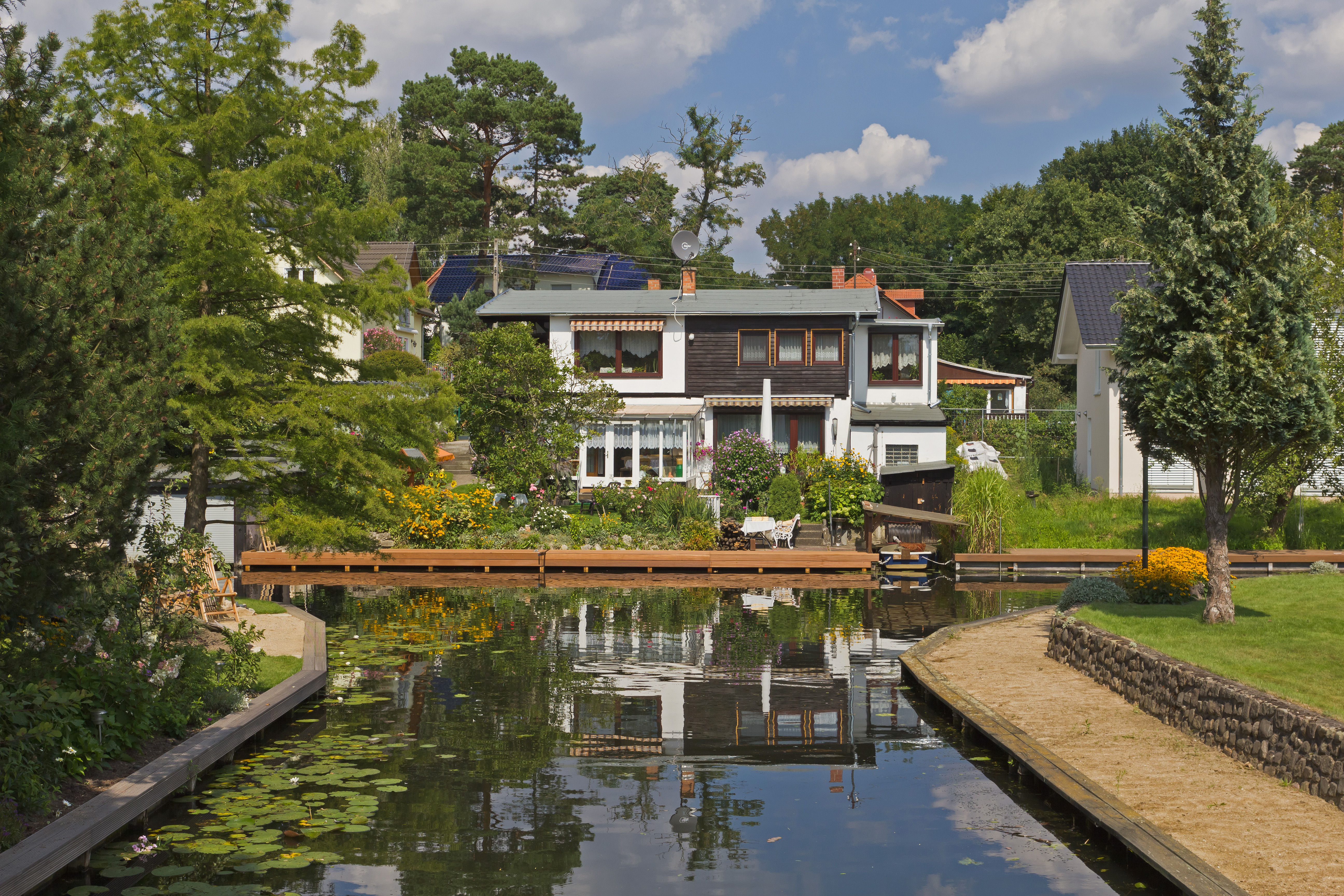
Neu-Venedig.

Le quartier inclut également les localités (Ortslagen) de Hessenwinkel, Neu-Venedig (« neuf Venise ») et Wilhelmshagen.

## Population
Le quartier comptait 9 393 habitants le 1er janvier 2017 selon le registre des déclarations domiciliaires, c'est-à-dire 438 hab./km2.

## Transports

### Gares de S-Bahn
: 
Rahnsdorf
Wilhelmshagen

## Personnalités
- Georg Klaus (1912–1974), philosophe, a vécu à Wilhelmshagen ;
- Ingeborg Hunzinger (1915–2009), sculptrice, a travaillé dans son atelier à Rahnsdorf.